# Pekaja
Pekaja is een bestuurslaag in het regentschap Banyumas van de provincie Midden-Java, Indonesië. Pekaja telt 4565 inwoners (volkstelling 2010).